# Alain Manesson Mallet
Alain Manesson Mallet (Parigi, 1630 – Parigi, 1706) è stato un cartografo e ingegnere francese.
Iniziò la sua carriera come soldato nell'esercito di Luigi XIV, di cui divenne un sergente maggiore e un ispettore di fortificazioni. Le sue principali pubblicazioni sono state Description de l'Univers (1683) in 5 volumi, e Les Travaux de Mars ou l'art de la guerre (1684) in 3 volumi. Entrambe queste opere contengono numerose mappe decorative e incisioni.